# Dalnic
Dalnic es una comuna ubicada en el distrito de Covasna, Rumania.

## Superficie
Posee una superficie de 51,62 kilómetros cuadrados.

## Demografía
Hasta 2021 la población era de 896 habitantes, con una densidad de población de 17,36 habitantes por kilómetro cuadrado.